# Castelfranco in Miscano

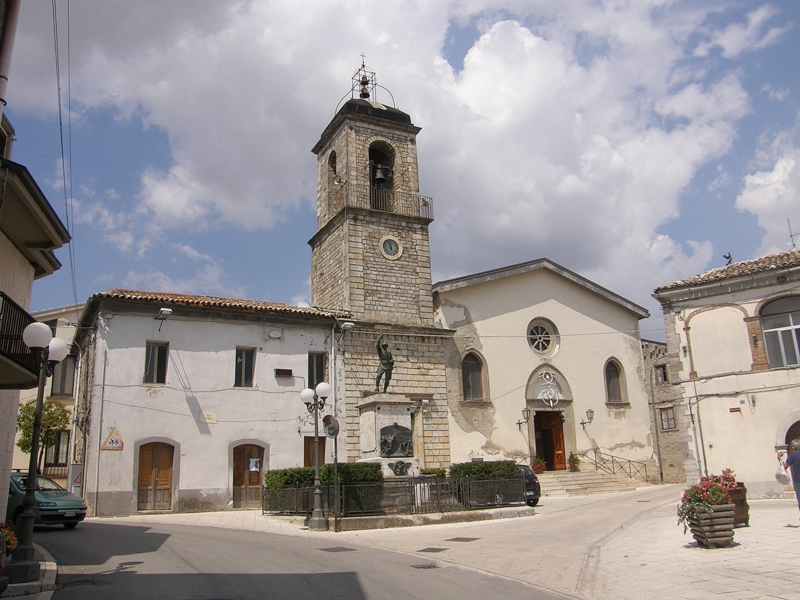
Castelfranco in Miscano

Castelfranco in Miscano ist eine italienische Gemeinde in der Region Kampanien in der Provinz Benevento mit 772 Einwohnern (Stand 31. Dezember 2023). Sie ist Mitglied der Bergkommune Comunità Montana del Fortore.

## Geographie

Lage von Castelfranco in Miscano in der Provinz Benevento

Die Gemeinde liegt etwa 43 km östlich der Provinzhauptstadt Benevento. Die Nachbargemeinden sind Ariano Irpino (AV), Faeto (FG), Ginestra degli Schiavoni, Greci (AV), Montecalvo Irpino (AV), Montefalcone di Val Fortore und Roseto Valfortore (FG).

## Wirtschaft
Die Gemeinde lebt hauptsächlich von der Landwirtschaft in der Form von Getreideanbau und Viehwirtschaft.